# Creools varken

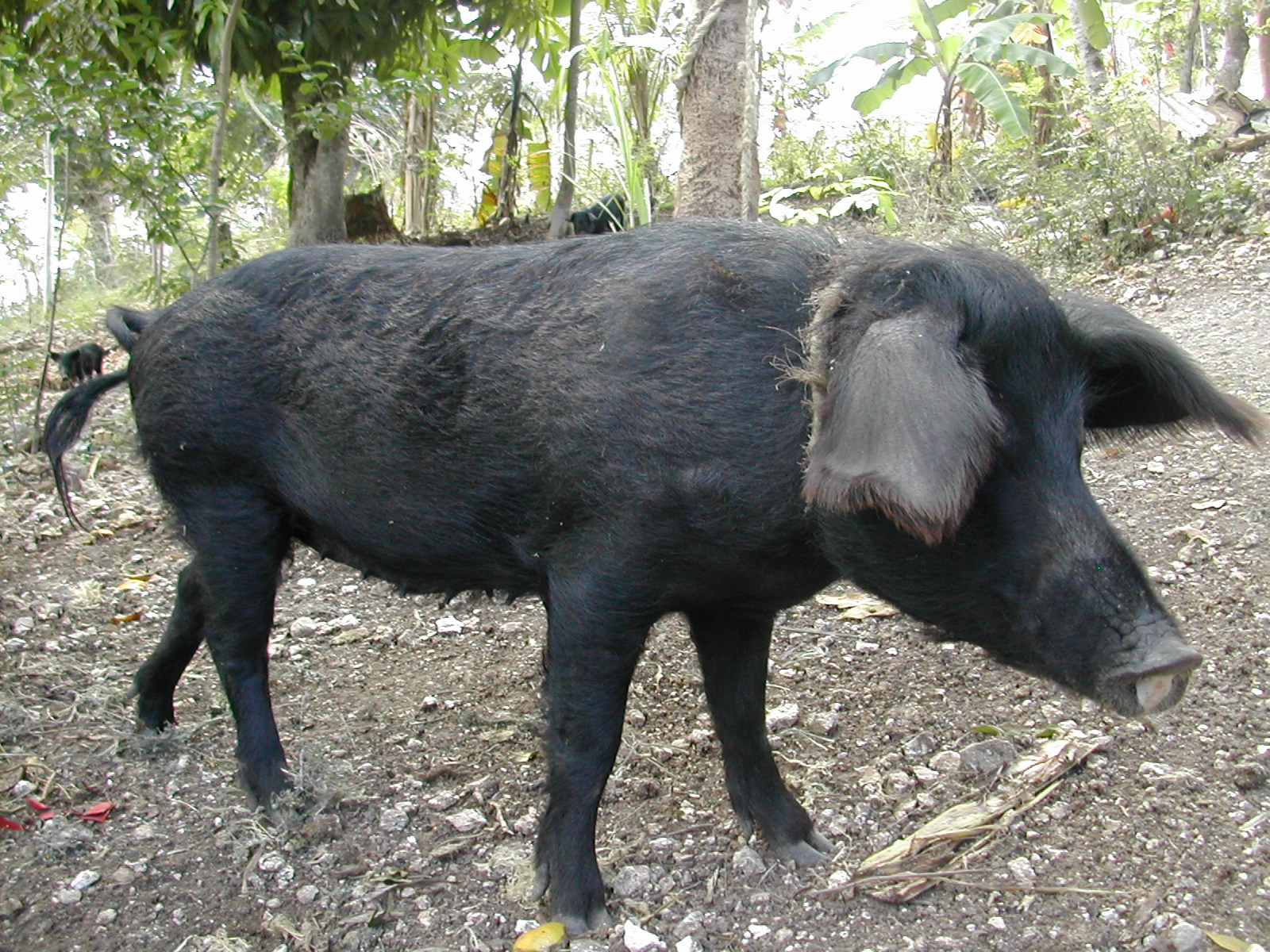

Het Creools varken is een op het Caribische eiland Hispaniola uitgestorven varkensras  dat vooral in de samenleving van Haïti een belangrijke rol speelde.

## Kenmerken en functie
Door de Spanjaarden zijn bij de kolonisering van Hispaniola varkens geïntroduceerd waaruit het Creools varkensras is ontstaan. Ook in andere delen van de voormalige Spaanse koloniën komt dit ras voor. In het begin van de 21e eeuw is er nog morfologisch onderzoek naar gedaan. Volgens wetenschappers stamt het af van het Iberische varken, wat nog in Spanje voorkomt. In Haïti was het Creools varken een onmisbare schakel in de lokale economieën, aangezien het dier met zeer weinig tevreden was, veel soorten afvalproducten at en in staat was meerdere dagen zonder voedsel te kunnen. Verder stimuleerde het door woelen in de grond de vruchtbaarheid van de bodem. Het varken was voor veel gezinnen een kostbaar bezit en in geval van nood of grote uitgaven voor speciale gelegenheden kon er met een varken betaald worden.

## Uitsterven
Het varken werd bekend als het Creools varken omdat het vooral door voormalige Creoolse slaven werd gehouden. Het speelde een essentiële rol in de Haïtiaanse agrarische samenleving en wordt daardoor weleens aangemerkt als een inheems dier, maar het kwam tot 1981 nog voor in het grootste deel van de voormalige Spaanse koloniën in Amerika. In 1978 werd in de Dominicaanse Republiek varkensgriep geconstateerd dat oversloeg naar Haïti. Hoewel het Creoolse varken zelf immuun leek te zijn voor het virus bestond bij de Amerikaanse autoriteiten de vrees dat het virus zich zou uitbreiden naar het Amerikaanse vasteland. In de Dominicaanse Republiek werden alle varkens afgemaakt en dat moest ook in Haïti gebeuren. De Haïtiaanse regering beloofde een vergoeding voor elk geslacht varken maar is nooit tot betaling overgegaan en nam halve maatregelen door alleen binnen een ring van 15 km rond Port-au-Prince de varkens te slachten. Door het uitblijven van afdoende maatregelen grepen de Verenigde Staten in en ruimde, met een grootschalige aanpak, alle varkens in Haïti. Dit gebeurde door beschietingen vanuit helikopters, een project waaraan Washington 23 miljoen dollar besteedde. In ruim dertien maanden werden alle Creoolse varkens op Haïti afgeschoten. Op 21 juni 1984 werd het laatste dier gedood, 3 dagen voor de  traditionele rituelen in de Haïtiaanse vodoucultuur waarin het varken een rol speelt.

## De schade
De totale schade voor de veeteelt van Haïti werd geschat op 600 miljoen dollar door de slachting van 1,2 miljoen varkens. Ter compensatie werd door de VS in samenwerking met andere landen een fokprogramma opgesteld, maar had echter niet het gewenste effect aangezien het nieuwe ras niet kon aarden op het tropische eiland: de temperatuur was te hoog en de mensen waren niet gewend aan de andere behoefte van de varkens. Deze varkens konden niet leven met het voedsel dat ze voorgezet kregen, ze hadden een dunnere huid en bleken niet immuun voor typisch Haïtiaanse virussen. Hierdoor moesten allerlei kostbare maatregelen worden ingevoerd om deze Amerikaanse dieren in leven te houden. Al snel hadden de varkens als gevolg hiervan de bijnaam 'Le prince aux quatre pieds', 'de prins op vier poten' gekregen.

## Fokprogramma
Na het mislukte fokprogramma startte op Haïti een reïntroductieprogramma van het zogenoemde Sino-Gasconne-Guadeloupevarken, een dier dat ongeveer dezelfde kwaliteiten bezit als oorspronkelijke Creoolse varken.